# Carrier Command: Gaea Missions
Carrier Command: Gaea Missions (CCGM) est un jeu vidéo d'action et de stratégie en temps réel développé et édité par Bohemia Interactive, sorti en 2012 sur Windows et Xbox 360.
Il fait suite à Carrier Command.

## Accueil
- Jeuxvideo.com : 12/20[1]